# Brandenburgisches Schulgesetz
Das Gesetz über die Schulen im Land Brandenburg, auch Brandenburgisches Schulgesetz (BbgSchulG), regelt die rechtlichen Grundlagen des Schulwesens in Brandenburg.

## Gesetzesstruktur
Das Gesetz ist wie folgt strukturiert:
- Teil 1: Allgemeines (§ 1 - § 5)
  - Abschnitt 1: Einleitende Vorschriften
  - Abschnitt 2: Auftrag der Schule
- Teil 2: Schulgestaltung (§ 6 - § 14)
  - Abschnitt 1: Stellung der Schulen
  - Abschnitt 2: Unterrichtsinhalte, Stundentafeln
- Teil 3: Schulaufbau (§ 15 - § 35)
  - Abschnitt 1: Schulstruktur
  - Abschnitt 2: Primarstufe
  - Abschnitt 3: Sekundarstufe I
  - Abschnitt 4: Sekundarstufe II
  - Abschnitt 5: Fachschule
  - Abschnitt 6: Sonderpädagogische Förderung
  - Abschnitt 7: Zweiter Bildungsweg
- Teil 4: Schulpflicht (§ 36 - § 43)
- Teil 5: Schulverhältnis (§  44 - § 66)
  - Abschnitt 1: Allgemeine Vorschriften
  - Abschnitt 2: Aufnahme in die Schule
  - Abschnitt 3: Leistungsbewertung, Versetzung und Abschlüsse
  - Abschnitt 4: Erziehungs- und Ordnungsmaßnahmen
  - Abschnitt 5: Datenschutz
- Teil 6: Schulpersonal (§ 67 - § 73)
- Teil 7: Mitwirkungsrechte in der Schule (§ 74 - § 98)
  - Abschnitt 1: Allgemeine Vorschriften
  - Abschnitt 2: Eltern
  - Abschnitt 3: Schülerinnen und Schüler
  - Abschnitt 4: Lehrkräfte
  - Abschnitt 5: Schulkonferenz
  - Abschnitt 6: Oberstufenzentren
  - Abschnitt 7: Ergänzende Vorschriften
- Teil 8: Öffentliche Schulträgerschaft (§ 99 - § 107)
  - Abschnitt 1: Schulträgerschaft
  - Abschnitt 2: Schulorganisation
  - Abschnitt 3: Ergänzende Vorschriften
- Teil 9: Finanzierung von Schulen in öffentlicher Trägerschaft (§ 108 - § 116)
  - Abschnitt 1: Schulkosten
  - Abschnitt 2: Finanzielle Förderung
  - Abschnitt 3: Ergänzende Vorschriften
- Teil 10: Schulen in freier Trägerschaft (§ 117 - § 128)
  - Abschnitt 1: Allgemeine Vorschriften
  - Abschnitt 2: Ersatzschulen
  - Abschnitt 3: Ergänzungsschulen
  - Abschnitt 4: Ergänzende Vorschriften
- Teil 11: Schulaufsicht (§ 129 - § 135)
  - Abschnitt 1: Allgemeine Vorschriften
  - Abschnitt 2: Staatliche Schulbehörden
  - Abschnitt 3: Einrichtung des Landes zur Weiterentwicklung der Schule
- Teil 12: Mitwirkungsrechte auf Kreis- und Landesebene (§ 136 - § 139)
- Teil 13: Übergangs- und Schlussvorschriften (§ 140 - § 149)
  - Abschnitt 1: Übergangsvorschriften
  - Abschnitt 2: Schlussvorschriften

## Wesentliche Gesetzesinhalte

### Geltungsbereich
Das Gesetz gilt im Land Brandenburg für alle Schulen in öffentlicher Trägerschaft. Es gilt auch für Schulen in privater Trägerschaft, jedoch nur, wenn dies ausdrücklich bestimmt ist.

### Regelungszweck
Durch das Gesetz soll das Recht auf Bildung verwirklicht werden, welches von Artikel 29 Abs. 1 der Landesverfassung konstituiert wird.

### Ziele von Bildung und Erziehung
Das Ziel der Bildung und Erziehung soll Stätte des Lernens, Lebens und der Tätigkeit sein und die Schüler zur Achtung der Werteordnung des Grundgesetzes sowie der Landesverfassung erziehen. Hierbei soll das Erziehungsrecht der Eltern gewahrt, diverse Grundrechte der Schüler verteidigt, zu Offenheit und Toleranz beigetragen und bestimmte Fähigkeiten gefördert werden.

### Selbstständigkeit der Schulen
Schulen sind bewegen sich im Rahmen des geltenden Rechts, sind aber grundsätzlich selbstständig.

### Schulpflicht
„Schulpflichtig ist, wer im Land Brandenburg seine Wohnung oder seinen gewöhnlichen Aufenthalt oder seine Ausbildungs- oder Arbeitsstätte hat.“ Es besteht Vollzeitschulpflicht. Die Pflicht, eine Schule zu besuchen, umfasst zehn Unterrichtsjahre.

### Meinungsfreiheit
Jeder Schüler genießt Meinungsfreiheit in der Schule und im Unterricht. Dies umfasst auch das Recht, nicht mit politischer Werbung konfrontiert zu werden.

### Erziehungs- und Ordnungsmaßnahmen
Erziehungsmaßnahmen sind das vorrangige Mittel zum Schutz von Personen und Sachen. Sie müssen sich immer unmittelbar auf Fehlverhalten in der Schule beziehen. Ordnungsmaßnahmen sind dahingegen das letzte Mittel der Schule.

### Mitwirkung
„Ziel der Mitwirkung ist es, die Selbstständigkeit jeder Schule gemäß § 7 zu fördern und das notwendige partnerschaftliche Zusammenwirken aller Beteiligten in der Bildungs- und Erziehungsarbeit zu stärken.“ Schüler, Eltern und Lehrkräfte wirken an der Gestaltung des Schullebens mit. Gremien sind grundsätzlich in ihrer Arbeit frei.

### Kosten
Die Kosten für die Schule hat der Schulträger, oft eine Stadt, Gemeinde oder ein Landkreis, zu übernehmen. Schulgeld wird nicht erhoben.

## Geschichte
Das Land Brandenburg wurde am 6. Februar 1947 erstmals als Gliedstaat der DDR gegründet. Die Artikel 58 bis 61 der Verfassung trafen wesentliche Regelungen zum Schulwesen. Schon damals gab es ein Recht auf Bildung, ein demokratisches Schulsystem und eine Schulpflicht. Die allgemeine Schulpflicht wurde hierbei durch den Besuch der Grundschule erfüllt, eine Weiterbildung an einer weiterführenden Schule war verpflichtend, diese Pflicht endete mit Vollendung des 18. Lebensjahres. Auch hier wurde kein Schulgeld erhoben, Ziel war es, die Schüler auf ein Leben in einer demokratischen Gesellschaft vorzubereiten. Schon hier wurde eine Berufsfreiheit konstituiert.
Mit der Verwaltungsrechtsreform 1952 wurde das Land Brandenburg in Bezirke aufgelöst. Es galt daher allein das Schulrecht der DDR, weil die zugrundeliegende Landesverfassung wegfiel.
1990 wurde das Land Brandenburg im Zuge der Wiedervereinigung neu gegründet. Zunächst wurde 1991 per Gesetz festgestellt, dass das Schulrecht der DDR fortgelten solle. 1996 wurde daraufhin das erste eigene Landesschulgesetz verabschiedet. 2002 kam es zur Neufassung. Seit dieser wurde das Schulgesetz 31 mal geändert.